# Composia fidelissima
Composia fidelissima är en fjärilsart som beskrevs av Herrich-Schäffer 1866. Composia fidelissima ingår i släktet Composia och familjen björnspinnare. Inga underarter finns listade i Catalogue of Life.